# Джош Чарльз
Джошуа Аарон (Джош) Чарльз (англ. Joshua Aaron 'Josh' Charles; нар. 15 вересня 1971) — американський актор театру, кіно і телебачення, найбільш відомий ролями в телесеріалах «Спортивний вечір» та «Гарна дружина».

## Раннє життя
Джошуа Аарон Чарльз народився в Балтіморі, штат Меріленд, у родині рекламника Алана і журналістки Лори Чарльзів. У дев'ятирічному віці Джош розпочав кар'єру актора ситкомів, підлітком навчався в Центрі мистецтв «Stagedoor Manor» у Нью-Йорку.

## Кар'єра
Кінодебютом Чарльза стала участь у музичному фільмі 1988 року режисера Джона Вотерса «Hairspray». Наступного року він знявся разом із Робіном Вільямсом і Ітаном Гоуком в оскароносному фільмі «Спілка мертвих поетів». Пізніше взяв участь у фільмах «Ні слова мамі про смерть няні» (1991), «Crossing the Bridge» (1992), «Кохання втрьох» (1994), «Pie in the Sky» (1996), «Muppets from Space» (1999), «S.W.A.T.» (2003), «Кров за кров» (2005), «Життя за гранню» (2009), «Brief Interviews with Hideous Men» (2009).
На телебаченні Чарльз брав участь у ситкомі Аарона Соркіна телесеріалі «Спортивний вечір» (1998—2000, канал ABC), який став призером «Еммі».
У 2008 році Чарльз виконав роль Джейка в першому сезоні серіалу «In Treatment». У 2009 році він повертається на телебачення і бере участь в серіалі «Гарна дружина», де зірками стали Джуліанна Маргуліс і Кріс Нот.
У 1986 році актор очолював виробництво проєкту Джонатана Марка Шермана «Confrontation». У 2004 році він з'явився на сцені у виставі Нілу Лабьюта «The Distance From Here», який отримав премію за найкращий акторський ансамбль. У січні 2006 року він з'явився в прем'єрі вистави Річарда Грінберга «The Well-Appointed Room» для компанії Steppenwolf Theatre в Чикаго, і слідом за цим перейшов до Американської консерваторії-театру в Сан-Франциско, зображуючи клонованих братів у виставі Керіл Черчілль «A Number». У 2007 році він з'являється в спектаклі Адама Блокс «The Receptionist» в Manhattan Theatre Club.

## Особисте життя
6 вересня 2013 року Чарльз одружився з акторкою Софі Флек (англ. Sophie Flack). У подружжя двоє дітей: 9 грудня 2014 року в подружжя народився син, а 23 серпня 2018 року — дочка.
Чарльз вболіває за балтиморські спортивні команди: футбольну «Балтимор Рейвенс» та бейсбольну «Балтимор Оріолз».